# Fernando Grillo
Fernando Grillo (20 de julio de 1945 – Perugia, 23 de julio de 2013) fue un contrabajista, compositor y profesor italiano, asociado al movimiento de la vanguardia musical italiana por las formas que experimentó para interpretar el contrabajo. Colaboró con compositores como Luciano Berio, Salvatore Sciarrino, Harrison Birtwistle, Iannis Xenakis, entre otros.

## Biografía

### Carrera musical
Grillo estudió el contrabajo en Perugia con Corrado Penta; asimismo recibió clases de violonchelo y composición con Valentino Bucchi. En 1970 se graduó y pasó dos años colaborando con Giacinto Scelsi. Obtuvo el primer premio en la competencia Gaudeamus de Países Bajos.
Grillo estrenó obras de compositores como Iannis Xenakis, Christian Wolff y Kalus Huber. En el año 2000 obtuvo una plaza como profesor de contrabajo en el Conservatorio de Música 'Santa Cecilia ' en Roma, y también ofreció clases maestras en diferentes conservatorios del mundo.
De 1984 a 1994 participó en los Cursos de Verano de Darmstadt sobre música nueva.
Desde el inicio de su formación se interesó por las posibilidades del contrabajo en la producción de sonidos, llegando a lo que denominó él mismo como «ricerca fondamentale» (investigación fundamental) de las capacidades de los instrumentos musicales.
Al final de su vida Grillo se retiró de la escena musical, pues consideraba que su técnica era usada por los compositores como un artilugio o un mero efecto, sin importarles del todo la esencia musical.
Por un breve periodo de tiempo fue profesor de Stefano Scodanibbio, e influyó considerablemente en su búsqueda para innovar en el contrabajo.

### Trabajo como intérprete y compositor
Grillo, desarrolló un tipo de técnica instrumental en el contrabajo que denominó «ricercar fondamentale», para incrementar las capacidades de los instrumentos de cuerda, como la exploración de la mecánica de la vibración de las cuerdas, los experimentos con armónicos punteados y con el arco y también con las diferentes formas de técnicas de arco y gestos con el brazo para alterar la calidad del sonido. O como él señaló: “Antes del sonido, pienso en qué tipo de gesto debo usar para llegar al sonido que quiero.”
Con su pieza Fluvine, compuesta en 1974, Grillo introdujo técnicas novedosas en la interpretación del contrabajo, como el uso de multifónicos.
Por su forma de tocar fue nombrado “el buda del contrabajo” por Karlheinz Stockhausen. También fue descrito como el Paganini del contrabajo.

### Fallecimiento
Fernando Grillo murió el 23 de julio de 2013 en Perugia, a causa de suicidio.

## Instrumento
Fernando Grillo interpretaba en un contrabajo del siglo XVIII que se le atribuye al lutier Pietro Giacomo Rogeri y con un arco diseñado por Horst Heinz Pfretzschner.

## Obras
Selección de obras:
- Fluvine, para contrabajo solo, 1974.[9]
- Paperoles, para contrabajo solo, 1976.
- Zeitgewebe, para cuarteto de cuerdas, 1984.[11]
- Suite I, para contrabajo solo, partitura publicada en 2005.[12]
- Soror mystica, para contrabajo solo, partitura publicada en 2013.[12]
- Ambre, para contrabajo solo.[12]

## Discografía
- 1976: Fluvine[13]
- 1982: Romanian Contemporary Music, obras de Iancu Dumitrescu, Octavian Nemescu, Costin Cazaban, Horia Șurianu[14]